# 민주통일원탁
민주통일원탁(스페인어: Mesa de la Unidad Democrática)은 베네수엘라의 정당연합이다. 2008년 1월 23일에 결성된, 차베스주의와 우고 차베스를 반대하는 정당 연합이다.